# 約瑟夫·鄺
約瑟夫·鄺（英語：Joseph Neng Shun Kwong；1916年10月28日—1998年1月4日）是一名美國華裔化學工程師，最著名的是他在發展雷德利希-鄺氏方程方面的成就。鄺氏於1916年出生於中國本土，幼時隨家人移居美國。 鄺氏於1937年在斯坦福大學獲得化學和基礎醫學學士學位。 隨後，他在密歇根大學獲得了化學和冶金工程理學碩士學位，並獲得了博士學位。1942年在明尼蘇達大學獲得化學工程博士學位。鄺氏於1942年至1944年在明尼蘇達礦業和製造公司（後來的3M公司）擔任化學工程師，幫助開發粘合劑產品。1944年，鄺氏開始在加利福尼亞州的殼牌開發公司工作。在殼牌工作期間，Kwong遇到了奧托·雷德利希，他是一名物理化學家，他在1938年納粹掌權時逃離家鄉奧地利前往美國。兩人在1948年發表了一篇論文，描述了現在稱為雷德利希-鄺氏方程的內容，該方程涉及不同化合物的壓力、體積和溫度。鄺氏於1951年回到3M公司，擔任化學部門的高級化學工程師，一直工作到1980年退休，時年64歲。雷德利希-鄺氏方程的發展是熱力學最後一次重要的理論處理。他於1998年1月4日在明尼蘇達州聖保羅市因肺炎去世，享年81歲。